# 上海师范大学天华学院
上海师范大学天华学院是中華人民共和國上海市的一所民辦本科獨立學院，位於嘉定區勝辛北路，佔地570畝。

## 歷史
2003年4月23日，上海天華教育文化投資有限公司和上海天賢教育後勤服務有限公司成立。5月20日，上海天華教育文化投資有限公司與上海師範大學簽署合作辦學協議。2005年4月11日，中華人民共和國教育部同意上海師範大學天華學院建校。

## 外部連結
- 官方网站